# Cerkev sv. Mihaela, Iška vas
Cerkev svetega Mihaela v Iški vasi je podružnična cerkev Župnije Ig. Nahaja se v Iški vasi, blizu gasilskega doma.
Cerkev je zelo stara; zgrajena naj bi bila med 12. in 13. stoletjem, v času romanike, v pisnih virih pa je bila prvič omenjena leta 1353. Kot gradbeni material so vanjo vzidali 13 nagrobnih kamnov iz rimske dobe, danes pa je v njej tudi lokalni lapidarij, ki hrani velik del rimskih spomenikov z ižanskega. V 17. stoletju je dobila večji prezbiterij in zvonik s piramidasto streho na zahodni strani ladje. Cerkev je bila temeljito prenovljena po ljubljanskem potresu, kasneje pa so bile v notranjosti odkrite in restavrirane tudi freske iz 16. stoletja.